# Paralastor summus
Paralastor summus är en stekelart som beskrevs av Perkins 1914. Paralastor summus ingår i släktet Paralastor och familjen Eumenidae. Inga underarter finns listade i Catalogue of Life.